# Divjaka–Karavasta Nemzeti Park
A Divjaka–Karavasta Nemzeti Park (albánul: Parku Kombëtar Divjakë-Karavasta) egy nemzeti park Nyugat-Albániában, amely a Myzeqeja síkságon terül el, az Adriai-tenger közvetlen közelében. A park 222,3 négyzetkilométeren terül el, és olyan figyelemre méltó jellegzetességeket tartalmaz, mint a vizes élőhelyek, sós mocsarak, parti rétek, árterek, erdők, nádasok, erdők és folyótorkolatok. Mivel a parkban jelentős és nagyszámú madár- és növényfaj található, a parkot nemzetközi jelentőségű madár- és növényvédelmi területnek minősítették.
A Földközi-tenger legnagyobbjai közé tartozó Karavastai-lagúna a rámszari egyezmény értelmében nemzetközi jelentőségű vizes élőhelyként lett elismerve. Az Adriai-tengertől egy nagy homokturzás választja el, és a Shkumbin és a Seman folyók által lerakott üledékekből alakult ki. A tenger közelében fekvő park mediterrán éghajlatú, a hőmérséklet februárban 12 °C és augusztusban 24 °C napi átlag között mozog.
A különleges éghajlat kedvez a növény- és állatfajok fajgazdagságának . Biogeográfiai szempontból teljes egészében a palearktikus mediterrán erdők, cserjések és bozótosok bioszférájába, az illyricumi lombhullató erdők szárazföldi ökorégiójába tartozik. Az állatvilág gazdagságát tükrözi az eddig feljegyzett számos faj és alfaj listája: 228 madár-, 25 emlős-, 29 hüllő- és 29 kétéltűfaj fordul elő  nemzeti park területén. Fontos ívó- és szaporodóhelyet biztosít a gazdaságilag értékes halfajok számára, amelyeket egy helyi halászati szövetkezet hasznosít. A területet a természeti tájainak szépségéről, a helyi gazdaságban betöltött szerepéről és turisztikai vonzerejéről is ismerik. Ez a park változatos élővilágot kínál a turistáknak és kutatóknak egyaránt. A parkon belül azonban egy új üdülőkomplexum-projektet javasolt a Behgjet Pacolli koszovói-albán üzletember és politikus tulajdonában lévő Mabetex építőipari óriáscég, amelyet a környezetvédők és a helyi hatóságok hevesen elleneznek.

## Földrajzi jellemzői
A Divjaka–Karavasta Nemzeti Park stratégiailag fontos helyen, az Adriai-tenger délkeleti partján fekszik. A park nagyrészt az északi szélesség 40° és 55° és a keleti hosszúság 19° és 29° között fekszik. 222,30 km²-nyi területet foglal el Fier megyében, Albánia délnyugati részén, amely az albán Adriai-tenger partvidékének egy jelentős részét foglalja magában. A parkhoz legközelebbi város Divjaka, amely a park bejáratától keletre található. A mintegy 35 kilométer hosszú partvonal viszonylag sík, és a Shkumbin torkolatától a Seman torkolatáig tart.
A park feladatai közé tartozik a Godullai- és Karavastai-lagúnájának, valamint az északi Shkumbin és a déli Seman torkolatának védelme. A park víztesteit elsősorban e folyók feltöltő munkája érinti, amelyek homokot, iszapot és köveket hoznak magukkal, amelyek viszont számos kis szigetet és keskeny fövenyt alkotnak. Ezeknek a lerakódásoknak köszönhetően a lagúnák alja viszonylag sima és lapos, alacsony sótartalommal és nagy mennyiségű biomasszával, amely jelentősen befolyásolja a lagúnák színét.
A Shkumbin folyó a Korça megyei Valamara hegység keleti részén ered. Gryka e Shkumbinitnél a folyó, amely addig egy keskeny völgyben rekedt, áttör a Skanderbeg-hegységen és belép a tengerparti régióba, amíg el nem éri a park északi részét, ahol az Adriai-tengerbe ömlik. A Seman folyó az Osum folyó és a Devoll folyó összefolyásánál kezdődik, szintén Korça megyében. A park déli részén található torkolata jelentősen mocsaras, melyet számos kisebb nyílt vízfelület tesz változatossá.

## Élővilág

### Flóra
A Divjaka–Karavasta Nemzeti Park növényföldrajzi szempontból a Boreális Királyságon belül a Circumboreális régió Illyria tartományához tartozik. A terület teljes egészében a palearktikus mediterrán erdők, erdők és cserjések bioszférájához tartozó illyriai lombhullató erdők szárazföldi ökorégiójába esik. A park területén a változatos geológia, hidrológia és a sajátos éghajlati viszonyok kombinációja meghatározta a fajok és élőhelyek jelentős diverzitását, amelyek közül sok országos természetvédelmi jelentőségű.
A tengerparti és homokdűnék túlnyomórészt a tenger partvonalán, valamint a torkolatokban és lagúnákban találhatók. Egyedülálló növényvilágot, valamint kisállatok és rovarok egészséges populációját biztosítják. Ez az ökoszisztéma gyér borítást képvisel, kevés sótűrő fűfajjal, amelyek stabilizálják a dűnéket. A fű sűrűsége a dűnék stabilabbá válásával nő.
A park erdői változatosak, a tűlevelűektől a lombhullató fákig és keménylombú erdőkig terjednek. Az erdőállomány nagy része elsősorban Karavasta északi sarkában található, a homokos strandok és a Shkumbin torkolat között. A parkban továbbra is egyre inkább a fenyőfák dominálnak, amelyeket olyan fajok képviselnek, mint az aleppói és a mandulafenyő. A parkban különböző fafajok is megtalálhatók, köztük borókák, fűzfák, tölgyek, illetve az éger, szil és kőris fajok.

### Fauna
Különleges elhelyezkedése és a különböző élőhelytípusok mozaikos eloszlása, valamint a domborzati viszonyok által befolyásolt nagy fokú vízellátottság különleges faunát eredményezett. Az állatvilág gazdagságát 228 madárfaj, 25 emlősfaj, 29 hüllőfaj és 29 kétéltűfaj képviseli.
A park az ország egyik legjelentősebb madármegfigyelési célpontja, ahol több mint 228 állandó és vándormadárfaj egyvelege található, amelyek közül közel 15 faj globálisan veszélyeztetett. Ez talán a park legjelentősebb és legfontosabb ökológiai értéke. A vizes élőhelyek védett nyílt vizei és a külső partok pihenőhelyet biztosítanak a vonuló madaraknak, amelyek az adriai átrepülési útvonalon keresztül Európa és Afrika között közlekednek.
A park ad otthont a világszerte veszélyeztetett és rendkívül ritka borzas gödény világpopulációja 5%-ának. A Karavastai-lagúnában endemikus, amely a faj egyetlen tengerparti költőhelye az Adriai- és a Jón-tenger mentén, egyben a nemzeti park címerállata.
Tekintettel az ökoszisztéma nagy változatosságára, a sűrű erdőkben és bozótosokban 25 emlősfaj található. Ezeket nem olyan könnyű megfigyelni, mert mindig elbújnak vagy elmenekülnek, többnyire az emberi jelenlét miatt. A rét és az erdő közötti határfelületet számos állatfaj is kedveli, mivel a nyílt területek közelsége miatt a táplálékszerzéshez és a védelemhez szükséges fedezék közel van. Az erdők menedéket nyújtanak a ritka aranysakálnak és a világszerte fogyatkozó állományú vörös rókának. A mocsarak és erdők számos veszélyeztetett fajnak is otthont adnak, például az Albániából majdnem kihalt őznek és vidrának.

## A vitatott üdülőtervek
2017-ben a luganói székhelyű, Behgjet Pacolli tulajdonában lévő Mabetex Group közzétette a nemzeti park egy részére tervezett turisztikai üdülőhely terveit, amely 3342 hektáron terülne el, és 370 villát, 2350 lakást, egy kikötőt, úszómedencéket és egy mesterséges szigetet foglalna magában. 2017. április 26-án azonban több albániai környezetvédelmi szervezet bírálta a terveket, és támogatást kaptak a 20 környezetvédelmi szervezetből, köztük a WWF-ből álló nemzetközi Mediterrán Vizes Területek Szövetségétől. Felszólították az albán kormányt, hogy törölje a projektet, mivel az veszélyeztetné a nemzeti park ökoszisztémáját. Az Exit.al albán online újság rámutatott, hogy a tervek sértik a védett övezetekről szóló albán törvényt.

## Galéria

A nemzeti park címere
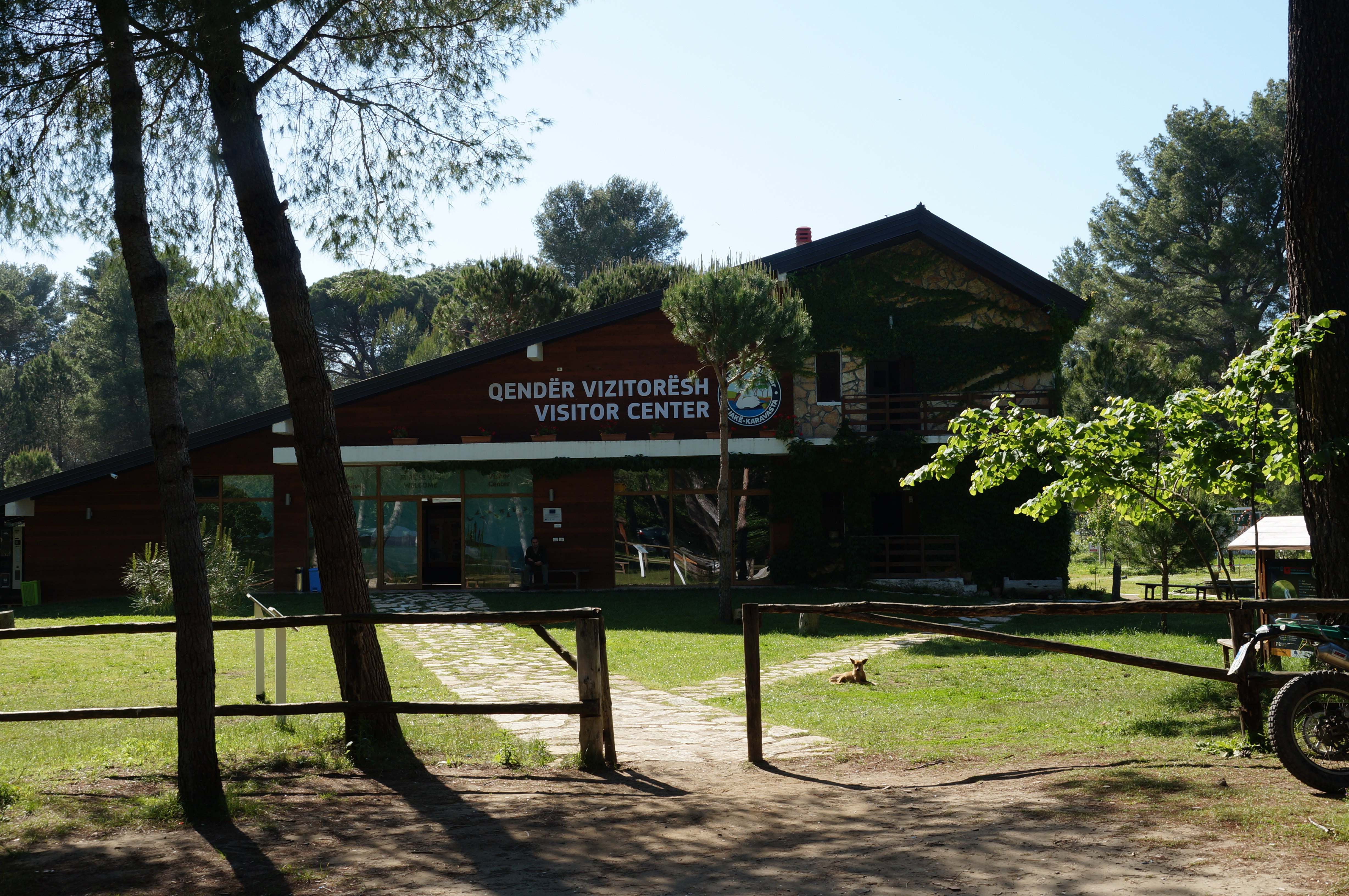
A nemzeti park látogatóközpontja
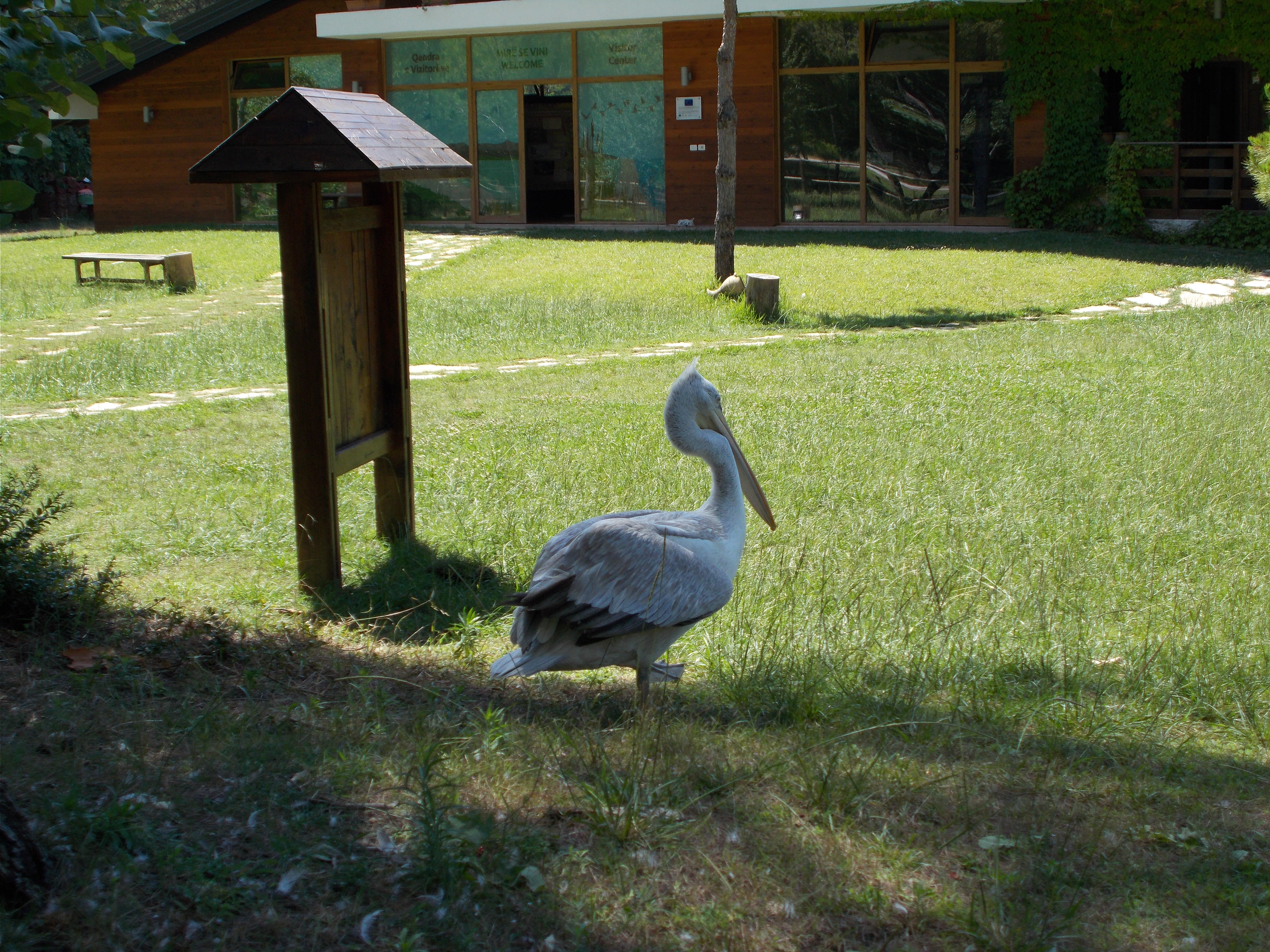
Borzas gödény a látogatóközpont előtt
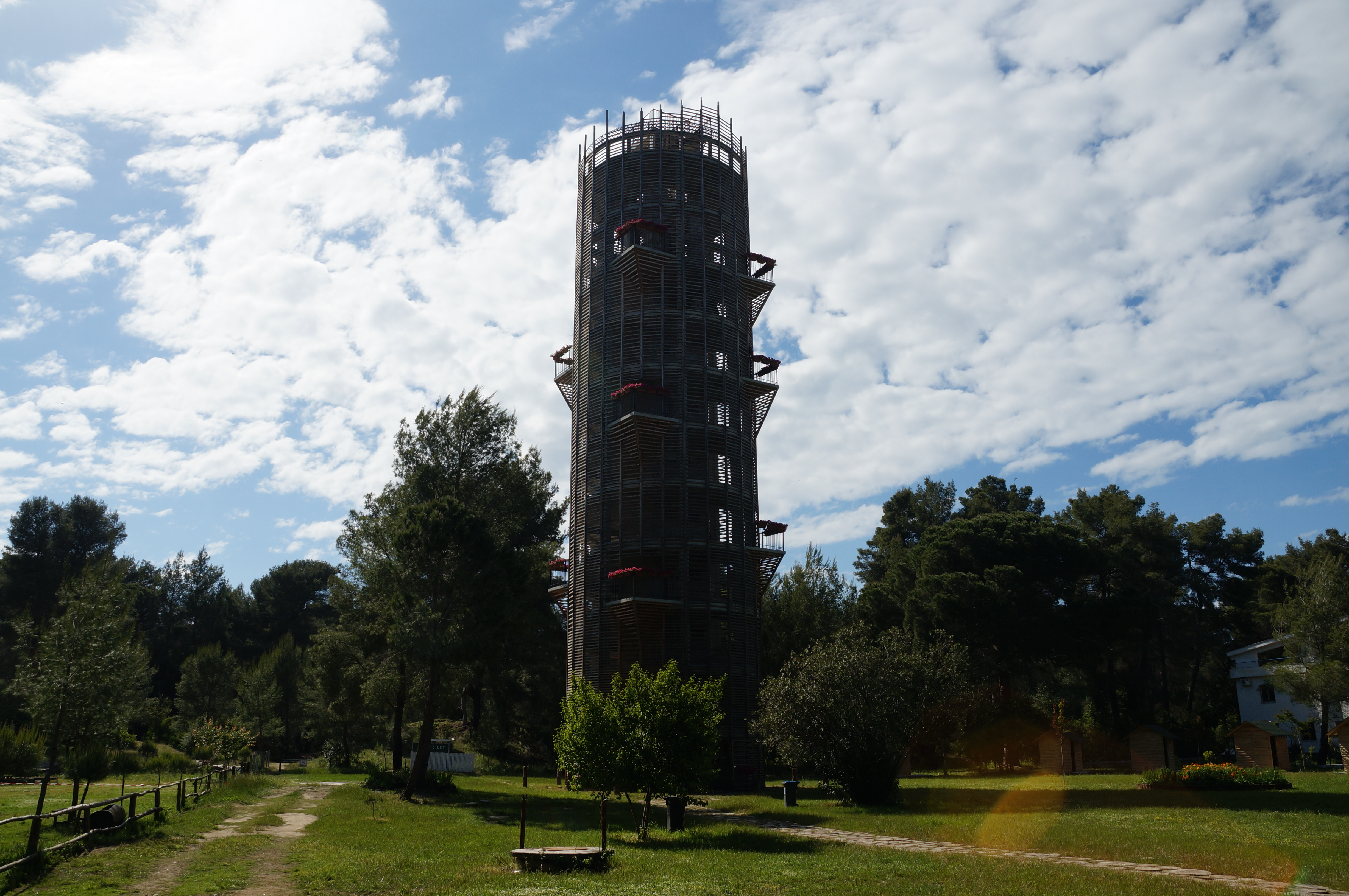
Kilátótorony Divjaka határában
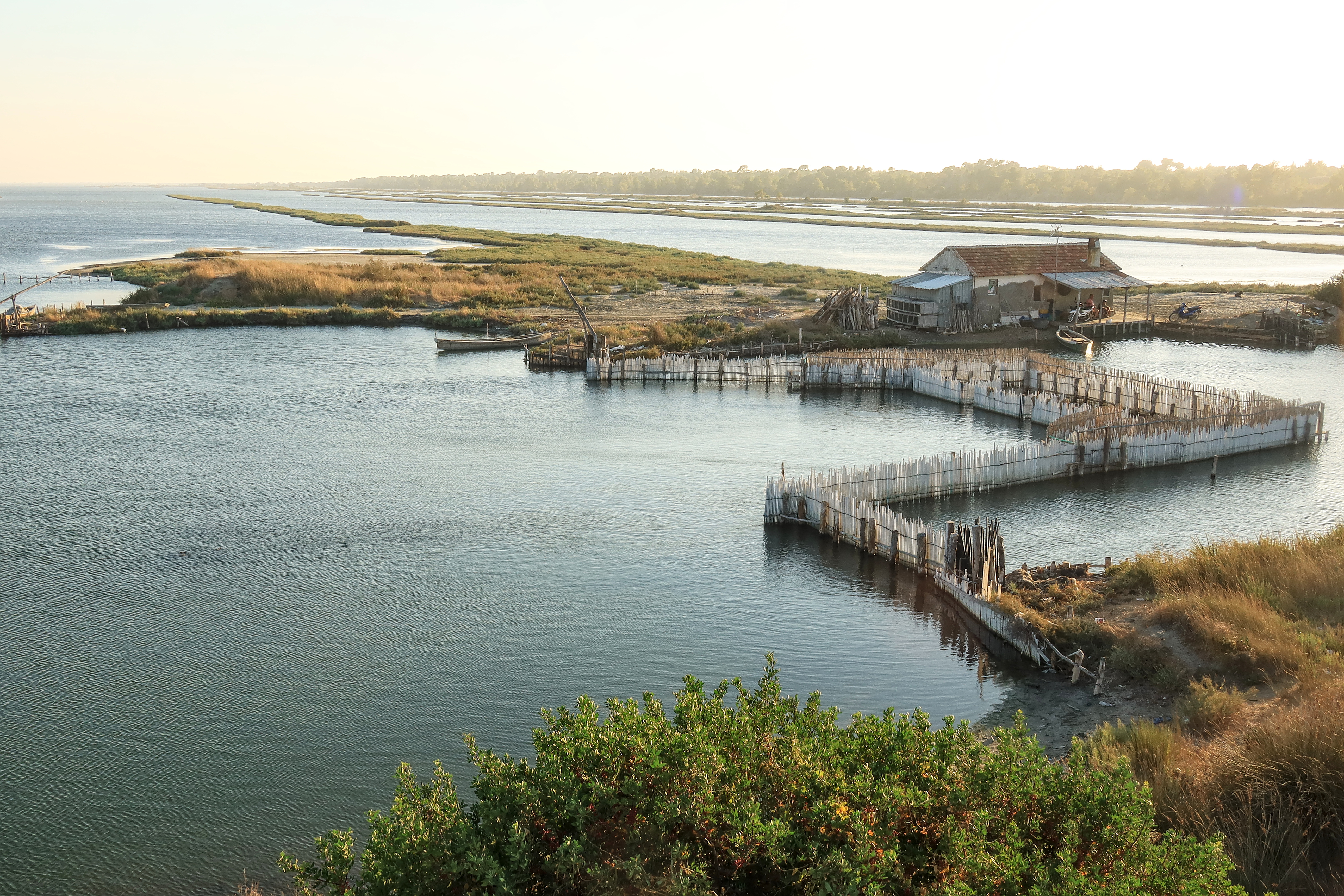
Hagyományos halászkunyhó
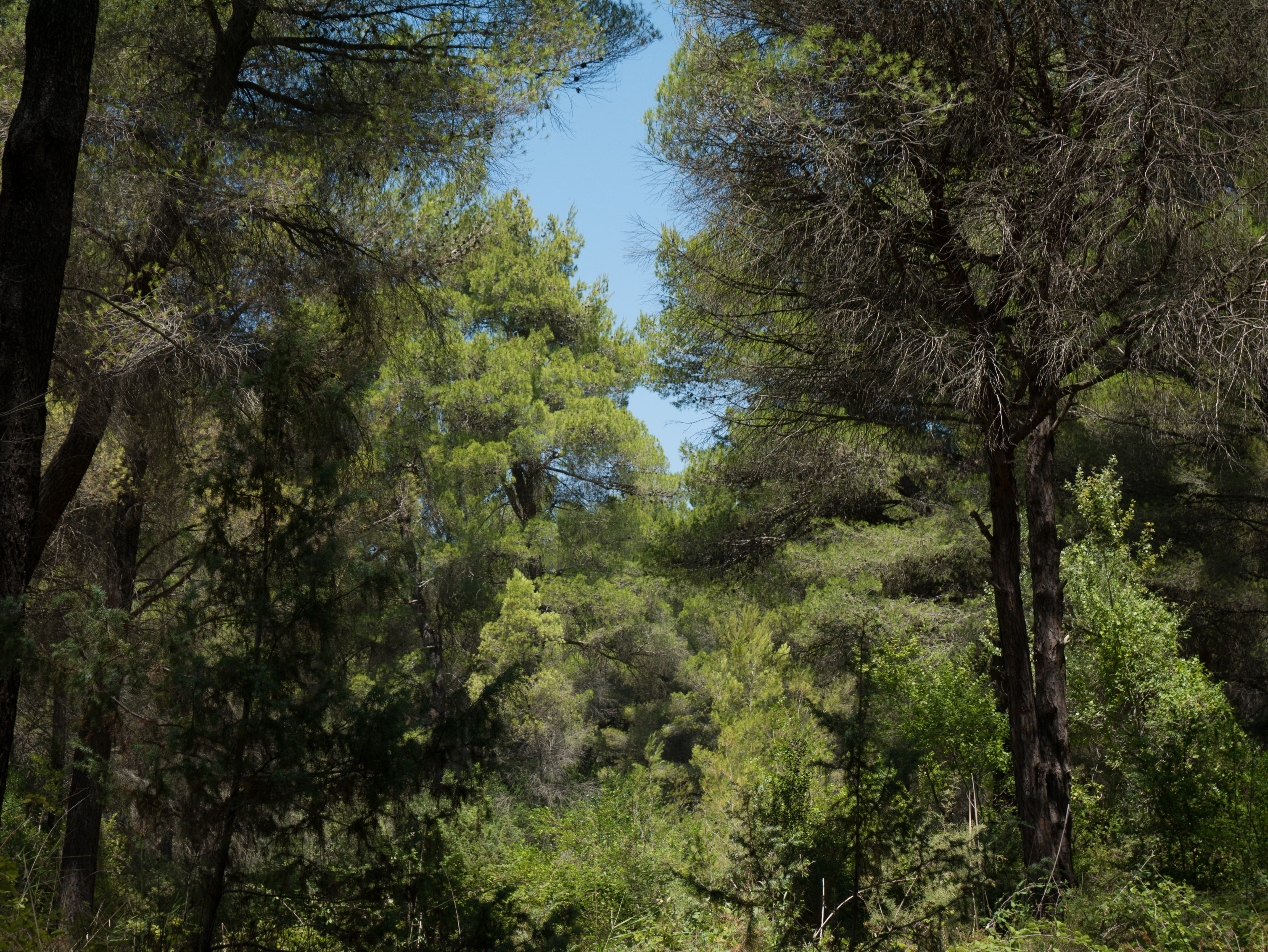
A park tűlevelű növényzete
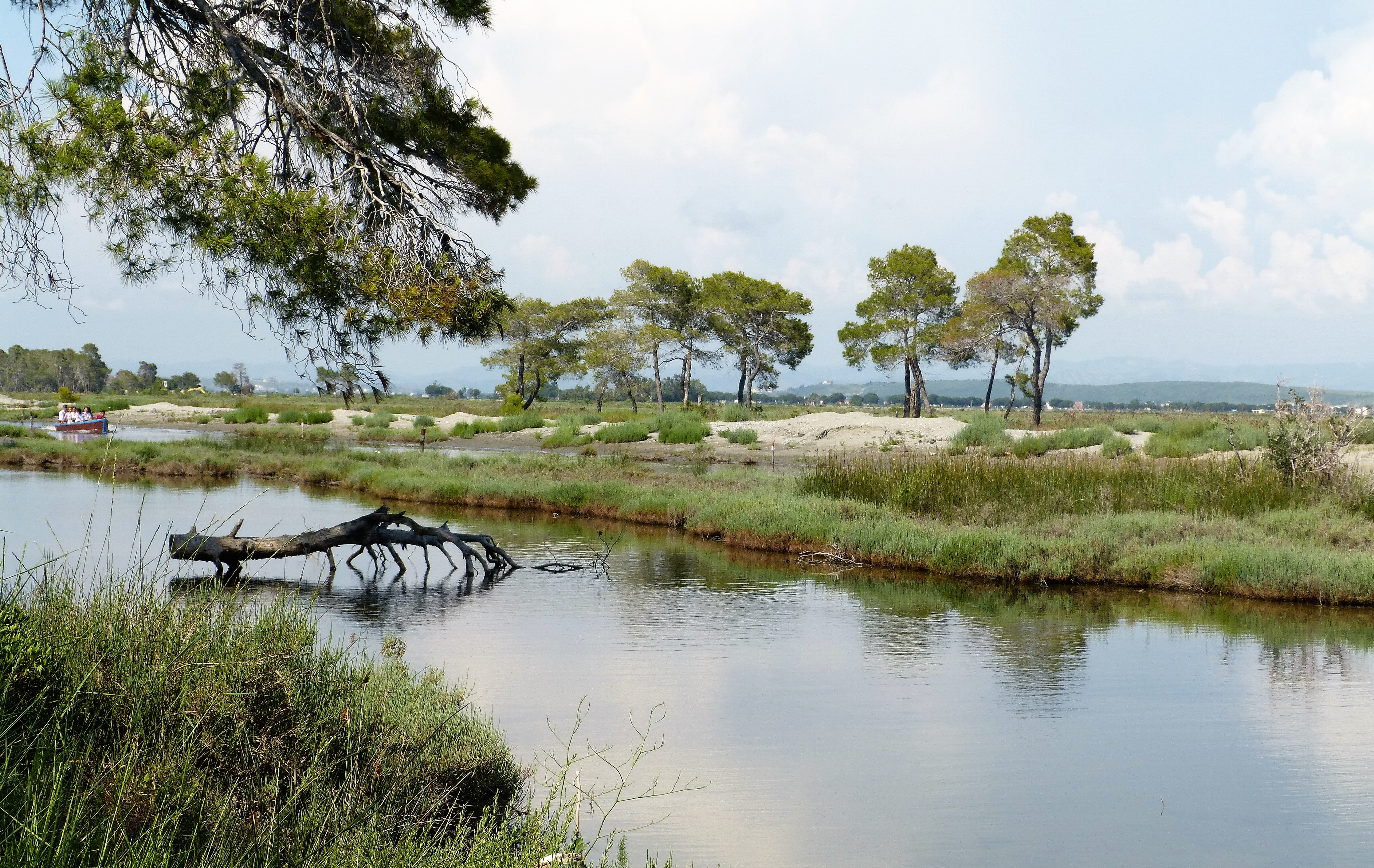
Egy tipikus élőhely látképe
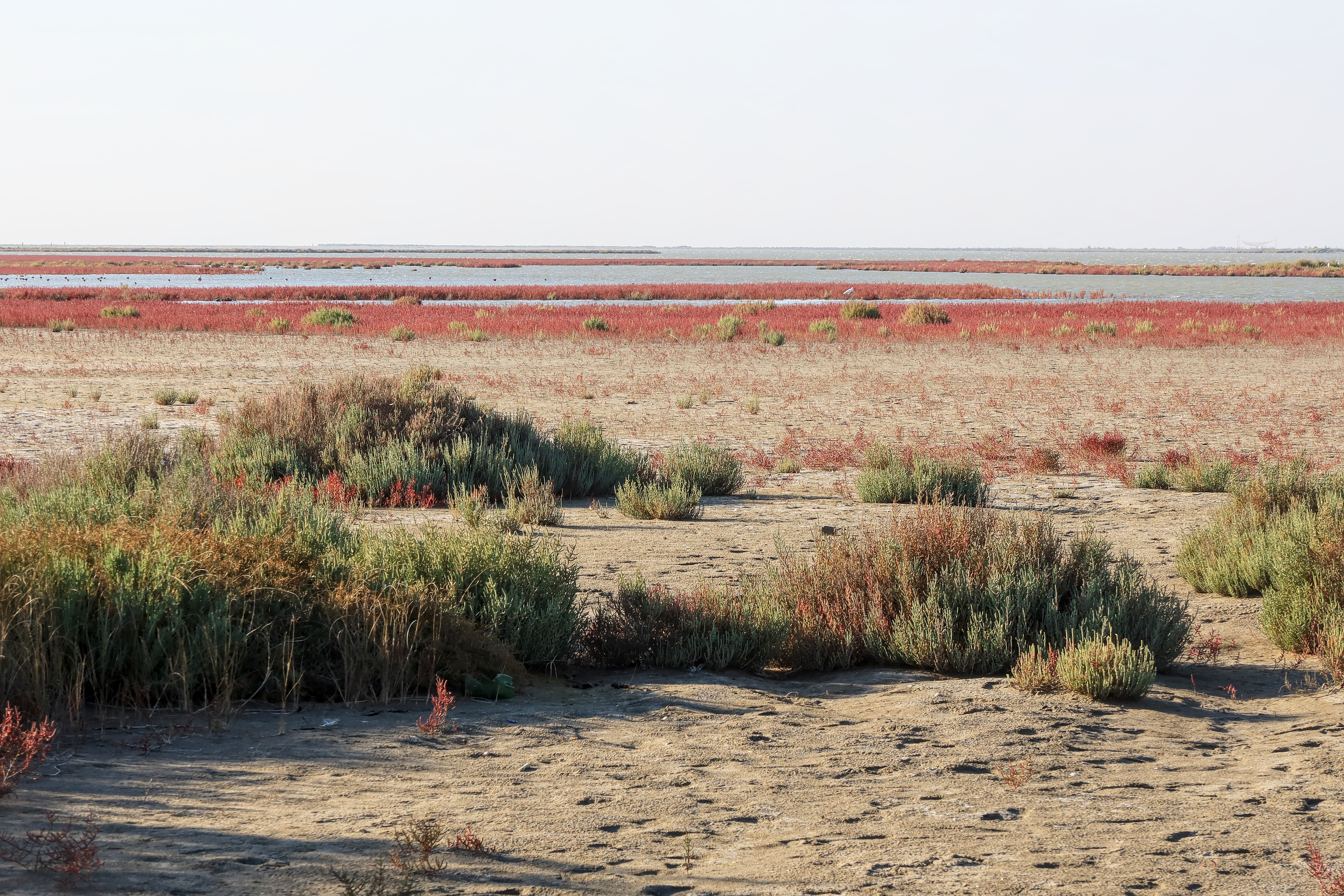
A dűnék halofita növényzete

## Fordítás
- Ez a szócikk részben vagy egészben  a   Divjakë-Karavasta National Park című angol Wikipédia-szócikk ezen változatának fordításán alapul.  Az eredeti cikk szerkesztőit annak laptörténete sorolja fel. Ez a jelzés csupán a megfogalmazás eredetét és a szerzői jogokat jelzi, nem szolgál a cikkben szereplő információk forrásmegjelöléseként.